# Kamiesberg Local Municipality
Kamiesberg (englisch Kamiesberg Local Municipality) ist eine Lokalgemeinde im Distrikt Namakwa der südafrikanischen Provinz Nordkap. Der Sitz der Gemeindeverwaltung befindet sich in Garies. Bürgermeisterin ist Susarah Nero.
Der Gemeindename setzt sich zusammen aus dem Khoi-Wort für „Nebel“ und dem Afrikaans-Wort für „Berg“, daher die Bedeutung als „Nebelberg“. Die ursprüngliche Schreibweise war Xheimes.

## Städte und Ort
| - Garies - Hondeklipbaai - Kamassies - Kamieskroon - Karkams - Kheis - Klipfontein - Koingnaas | - Leliefontein - Nourivier - Paulshoek - Soebatsfontein - Spoegrivier - Tweerivier |

## Bevölkerung
Im Jahr 2011 hatte die Gemeinde 10.187 Einwohner. Davon waren 85,6 % Coloured, 8,1 % weiß und 5,3 % schwarz. Gesprochen wurde zu 91,8 % Afrikaans und zu 0,9 % Englisch.